# Iris XVI
Iris XVI est un cheval de course alezan appartenant à l'armée française, fusillé par les soldats allemands le 14 juin 1940 pour acte de résistance.

## Histoire

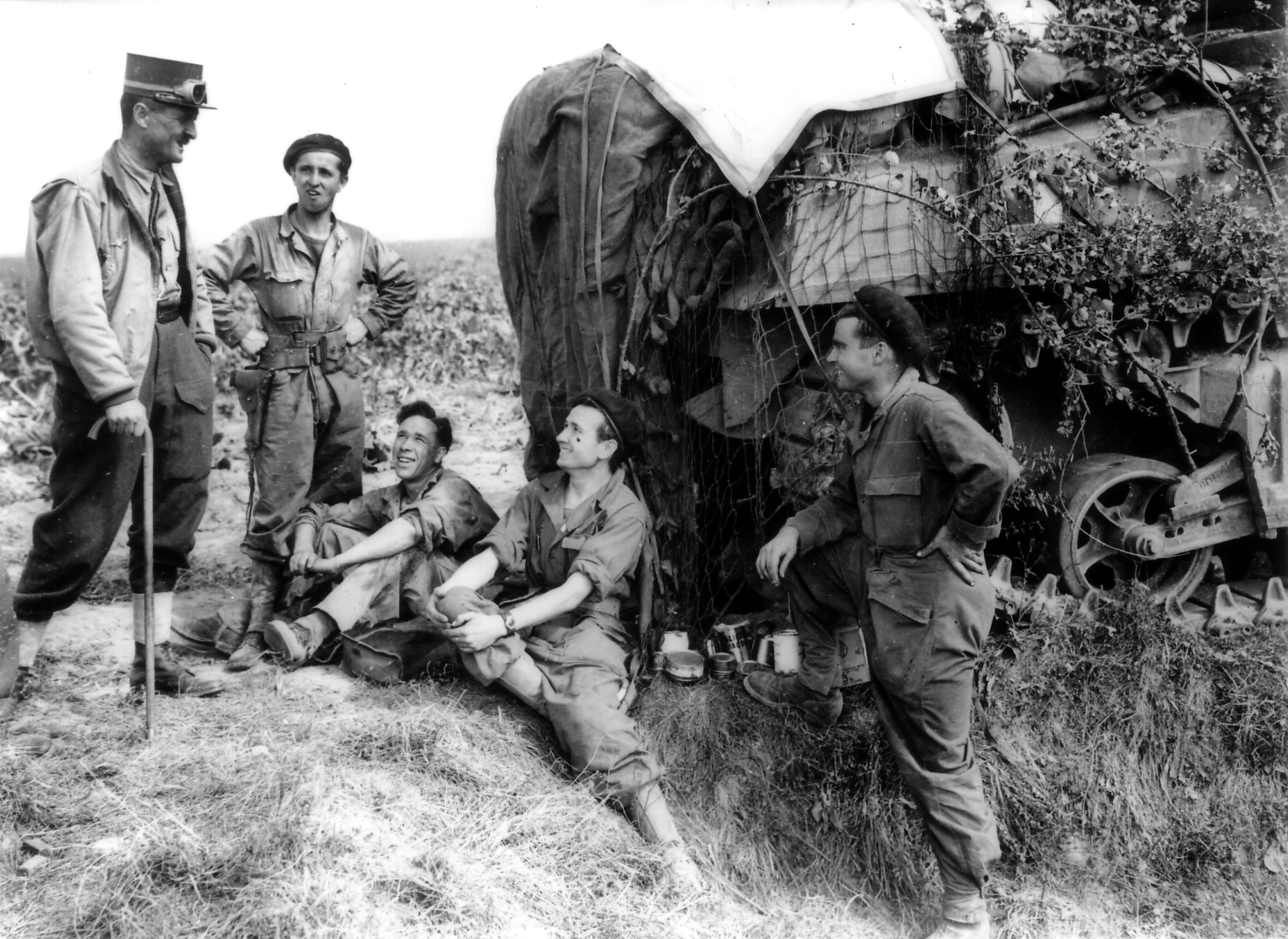
Le maréchal Leclerc avec son emblématique canne (qu'il devrait à sa chute de cheval) au milieu de ses hommes du.

Le cheval est accueilli à l'école militaire de Saint-Cyr en 1936. Le capitaine de Hauteclocque (le futur maréchal Leclerc) alors instructeur dans cette école d'officiers participe à la formation militaire de ce cheval et le monte notamment le dimanche. Réputé pour avoir un caractère difficile, Iris XVI ne manque pas de désarçonner ses cavaliers. Le capitaine devrait sa claudication et sa canne à une chute du dos d'Iris XVI, entraînant une fracture du tibia dont il a gardé des séquelles à vie. Cette partie de l'histoire d'Iris XVI reste invérifiable, en raison de son ancienneté.
Il est par contre certain qu'Iris XVI est devenu un excellent cheval de course, qui s'illustre notamment en steeple-chase sur les hippodromes de Maisons-Laffitte,,. Il n'est pas monté en course par le capitaine de Hautecloque, car celui-ci est trop grand et trop lourd. Alors que ce dernier rejoint l'Afrique, le cheval poursuit sa carrière en courses avec le capitaine Jean Fanneau de La Horie, avec lequel il gagne en notoriété outre-Rhin,. Il n'est pas mobilisé pendant la Seconde guerre mondiale, en raison de sa notoriété ou de son caractère inadapté.

### «Acte de résistance»
Le 14 juin 1940, l'école de Saint-Cyr est occupée par les Allemands. Un des commandants allemands demande à voir ce cheval qui avait battu le sien dans le temps, un de ses soldats part le chercher. Malheureusement pour ce dernier, Iris XVI donne un violent coup de sabot, le soldat allemand meurt sur le coup. En représailles, il est exécuté quelques instants plus tard pour acte de résistance,,.
Le maréchal Leclerc de Hautecloque aurait commenté l'affaire en déclarant « Il était aussi patriote que son maître ».

## Description
Iris XVI est décrit comme un cheval alezan ou rouan, très vif, au mauvais caractère. Il n'existe qu'un portrait réalisé par André Marchand le représentant dans la Grande carrière de Saint-Cyr, conservé par la famille du maréchal Leclerc. Le cheval porte trois balzanes et une liste étendue.